# Stazione di Cordovado-Sesto
La stazione di Cordovado-Sesto è una stazione ferroviaria posta sulla linea Casarsa-Portogruaro. Serve i centri abitati di Cordovado e di Sesto al Reghena.

## Storia
La stazione, che si trova a poche centinaia di metri dalla Fontana di Venchiaredo, luogo culturale di altissimo interesse per essere l'ambiente di una fra le più palpitanti e poetiche pagine delle Confessioni di Ippolito Nievo, è in esercizio dal 19 agosto 1888, giorno in cui fu aperta ufficialmente la linea ferroviaria Casarsa-Portogruaro. La stazione fu fortemente voluta dall'ingegnere Francesco Cecchini, sindaco e benefattore dell'epoca, che nel 1886 riuscì ad ottenere, durante la fase di progettazione, che la linea ferroviaria passasse per Cordovado, a sinistra del fiume Lemene, anziché nelle vicinanze di Sesto al Reghena.

## Strutture e impianti
La stazione è composta da un piccolo fabbricato, dotato di monitor, altoparlanti, bacheche, tettoia e panchine. Nel piazzale della stazione, un comodo parcheggio, un ristorante-pizzeria-albergo e una palestra. La stazione non è dotata di servizi come la biglietteria, la sala d'attesa, il sottopassaggio, i marciapiedi rialzati. L'acquisto dei biglietti è possibile tramite una biglietteria automatica all'esterno del fabbricato.
La stazione è di superficie, è di tipo passante, è una stazione porta, è impresenziata (dall'inizio del 1993) ed è inoltre dotata di 2 binari per permettere l'incrocio dei treni Minuetto che percorrono la linea e provengono esclusivamente dalle stazioni di Casarsa e Portogruaro-Caorle.

## Movimento
La stazione è servita da treni regionali svolti da Trenitalia nell'ambito del contratto di servizio stipulato con le regioni interessate.
Il flusso di passeggeri è discreto e si concentra prevalentemente nelle ore di punta e nel periodo scolastico.
La stazione è anche utilizzata da un servizio merci che raggiunge la G.M.I - Grandi Molini Italiani, ubicata nelle immediate vicinanze della stazione.